# David Yelldell
David Yelldell (ur. 1 października 1981 w Stuttgarcie) – amerykański piłkarz pochodzenia niemieckiego występujący na pozycji bramkarza.

## Kariera klubowa
Yelldell jest synem Niemki i Amerykanina. Seniorską karierę rozpoczynał w amatorskim zespole TSG Backnang 1919. W 2002 roku przeszedł do rezerw drużyny Stuttgarter Kickers, a w 2003 roku podpisał kontrakt z angielskim Blackburn Rovers.
W styczniu 2005 roku został wypożyczony do Brighton & Hove Albion z Championship. W tych rozgrywkach zadebiutował 29 stycznia 2005 roku w zremisowanym 1:1 pojedynku z Leeds United. Dla Brighton rozegrał 3 spotkania i w lutym 2005 roku wrócił do Blackburn, gdzie spędził jeszcze kilka miesięcy. W jego barwach przez dwa lata nie zagrał jednak ani razu.
W 2005 roku Yelldell wrócił do Stuttgarter Kickers, zostając graczem jego pierwszej drużyny, występującej w Regionallidze Süd. Przez 3 lata rozegrał tam 100 spotkań. W 2008 roku przeszedł do TuS Koblenz z 2. Bundesligi. Pierwszy ligowy mecz zaliczył tam 17 sierpnia 2008 roku przeciwko Rot-Weiß Oberhausen (3:0). W ciągu dwóch lat dla Koblenz zagrał 51 razy.
W 2010 roku Yelldell odszedł do klubu MSV Duisburg, także grającego w 2. Bundeslidze. Zadebiutował tam 22 sierpnia 2010 roku w wygranym 3:1 spotkaniu z VfL Osnabrück. Graczem Duisburga był przez rok.
W 2011 roku przeszedł do pierwszoligowego Bayeru 04 Leverkusen. Do 2016 roku w jego barwach rozegrał 1 spotkanie. W latach 2016–2017 występował w SG Sonnenhof Großaspach, a potem zakończył karierę.

## Kariera reprezentacyjna
W reprezentacji Stanów Zjednoczonych Yelldell zadebiutował 30 marca 2011 roku w przegranym 0:1 towarzyskim meczu z Paragwajem.